# Wayne County, West Virginia
Wayne County är ett administrativt område i delstaten West Virginia, USA, med 42 481 invånare. Den administrativa huvudorten (county seat) är Wayne.

## Geografi
Enligt United States Census Bureau har countyt en total area på 1 327 km². 1 310 km² av den arean är land och 17 km² är vatten.

### Angränsande countyn
- Lawrence County, Ohio - nord
- Cabell County - nordost
- Lincoln County - öst
- Mingo County - sydost
- Martin County, Kentucky - syd
- Lawrence County, Kentucky - väst
- Boyd County, Kentucky - nordväst